# Baudouin Ribakare
Baudouin Ribakare (28 febbraio 1956) è un allenatore di calcio burundese.

## Carriera
Ha allenato la Nazionale del suo paese tra il 1992 e il 2000 e tra il 2003 e il 2004.